# Râul Mocanca
Râul Mocanca este un curs de apă, afluent al Râmnicului Sărat.